# Santiago Ponzinibbio
Santiago Ponzinibbio (La Plata, 26 settembre 1986) è un artista marziale misto argentino.
Combatte nella divisione dei pesi welter per l'organizzazione statunitense UFC.

## Caratteristiche tecniche
Con un discreto background nel kickboxing, Ponzinibbio è un lottatore che predilige il combattimento in piedi. Si è tuttavia dimostrato valido anche nelle fasi di lotta a terra, grazie a buone abilità nel jiu jitsu brasiliano. Tra i suoi punti di forza figurano l'aggressività, la forza e il movimento costante.

## Carriera nelle arti marziali miste

### Ultimate Fighting Championship
Il 19 febbraio 2017 sfida il francese Nordine Taleb all'evento UFC Fight Night 105, trionfando via decisione unanime.

## Risultati nelle arti marziali miste
| Risultato | Record | Avversario    | Metodo                  | Evento                                  | Data             | Round | Tempo | Città                       | Note                     |  |
| --------- | ------ | ------------- | ----------------------- | --------------------------------------- | ---------------- | ----- | ----- | --------------------------- | ------------------------ |  |
| Sconfitta | 28-5   | Geoff Neal    | Decisione (non unanime) | UFC 269: Oliveira vs. Poirier           | 11 dicembre 2021 | 3     | 5:00  | Las Vegas, Stati Uniti      |                          |  |
| Vittoria  | 28-4   | Miguel Baeza  | Decisione (unanime)     | UFC Fight Night: Rozenstruik vs. Sakai  | 5 giugno 2021    | 3     | 5:00  | Las Vegas, Stati Uniti      | Fight of the Night       |  |
| Sconfitta | 27-4   | Li Jingliang  | KO (pugno)              | UFC on ABC: Holloway vs. Kattar         | 16 gennaio 2021  | 1     | 4:25  | Abu Dhabi, Emirati Arabi    |                          |  |
| Vittoria  | 27-3   | Neil Magny    | KO (pugno)              | UFC Fight Night: Magny vs. Ponzinibbio  | 17 novembre 2018 | 4     | 2:36  | Buenos Aires, Argentina     | Performance of the Night |  |
| Vittoria  | 26-3   | Mike Perry    | Decisione (unanime)     | UFC on Fox: Lawler vs. dos Anjos        | 16 Dicembre 2017 | 3     | 5:00  | Winnipeg, Canada            |                          |  |
| Vittoria  | 25-3   | Gunnar Nelson | KO (pugni)              | UFC Fight Night: Nelson vs. Ponzinibbio | 16 Luglio 2017   | 1     | 1:22  | Glasgow, Scozia             | Performance of the night |  |
| Vittoria  | 24-3   | Nordine Taleb | Decisione (unanime)     | UFC Fight Night: Lewis vs. Browne       | 19 Febbraio 2017 | 3     | 5:00  | Halifax, Canada             |                          |  |
| Vittoria  | 23-3   | Zak Cummings  | Decisione (unanime)     | UFC Fight Night: Rodriguez vs. Caceres  | 6 Agosto 2016    | 3     | 5:00  | Salt Lake City, Stati Uniti |                          |  |